# 広島交響楽団
広島交響楽団（ひろしまこうきょうがくだん　Hiroshima Symphony Orchestra）は、広島県広島市に本拠を置く、日本のプロオーケストラ。中国地方に於ける唯一の日本オーケストラ連盟（正会員）加盟プロオーケストラである。運営法人名は、公益社団法人広島交響楽協会。

## 指揮者・コンサートマスター
歴代音楽監督
- 田頭徳治
- 渡邉暁雄
- 高関健
- 田中良和
- 十束尚宏
- 秋山和慶
- 下野竜也

歴代常任指揮者
- 井上一清

歴代正指揮者
- 飯森範親
- 小田野宏之
- 渡邊一正

歴代首席客演指揮者
- エヴァルド・ダネル
- ヘンリク・シェーファー

歴代専属指揮者
- 金洪才

歴代コンサートマスター
- 小島秀夫
- 上野眞樹
- 伊藤文乃
- エヴァルド・ダネル
- ヤン・プステヨフスキー
- 指田守
- 田野倉雅秋
- 佐久間聡一

名誉創立指揮者
- 井上一清

名誉音楽監督
- 渡邉暁雄

永久桂冠名誉指揮者
- 秋山和慶

桂冠指揮者
- 下野竜也

音楽監督
- クリスティアン・アルミンク

ミュージック・パートナー
- フォルクハルト・シュトイデ

平和音楽大使
- マルタ・アルゲリッチ

コンサートマスター
- 北田千尋
- 蔵川瑠美

## 歴史
- 1963年　広島在住の演奏家の手により「広島市民交響楽団」が発足
- 1969年　名称を「広島交響楽団」に改める
- 1972年　広島県教育委員会から「社団法人広島交響楽協会」の認可を受け、プロ改組。
- 1980年　広島出身であり、当時NHK交響楽団第１ヴァイオリン次席奏者であった小島秀夫を首席コンサートマスターとして招聘。
- 1984年　当時日本音楽界の重鎮だった渡邉暁雄が音楽監督・常任指揮者に就任。演奏内容・楽団規模とも大きく発展。
- 1985年　團伊玖磨の交響曲第6番「HIROSHIMA」を作曲者自身の指揮で初演。
- 1986年　高関健が音楽監督に就任。
- 1987年　高関健の指揮、九州交響楽団と合同でマーラー作曲交響曲第2番 「復活」を演奏。
- 1988年　第100回定期演奏会を開催。高関健の指揮、チョーリャン・リンのヴァイオリンによりチャイコフスキー作曲ヴァイオリン協奏曲、マーラー作曲交響曲第1番 「巨人」を演奏。
- 1990年　田中良和が音楽監督・常任指揮者に就任。
- 1991年　ウィーン国連事務局とチェコ政府の招きによりウィーンのオーストリアセンターとプラハのプラハ城内スペインホールで「広響国連平和コンサート」を開催。両国で熱烈な喝采を浴び大成功を収める。田中良和の指揮、ゲルハルト・ヘッツェル（ウィーン公演、ウィーン・フィルハーモニー管弦楽団第一コンサートマスター）とヴァーツラフ・フデチェック（プラハ公演）のヴァイオリンによって、モーツァルト作曲ヴァイオリン協奏曲第5番、ドヴォルザーク作曲交響曲第9番 「新世界より」、糀場富美子作曲弦楽合奏のための『広島レクイエム』他を演奏。
- 1993年　初の東京・大阪公演を東京芸術劇場と大阪のザ・シンフォニーホールで開催。
- 1994年　広島アジア大会の芸術展示（4月のプレ・イヴェントと8月のオープニング・イヴェント）に参加。5月から十束尚宏が音楽監督に就任、その就任記念を兼ねた第147回定期演奏会に於いて地方オーケストラとしては画期的ともいえるマーラーの『交響曲第7番「夜の歌」』を指揮して日本経済新聞紙上で高い評価を得る。また7月の第149回定期演奏会ではポーランドの作曲家、ペンデレツキを招いて彼が作曲した「広島の犠牲者に捧げる哀歌」等を演奏。
- 1995年　戦後50周年を迎えるなか、細川俊夫の「ヒロシマ・レクイエム」、團伊玖磨の交響曲第6番「HIROSHIMA」などを演奏し、世界平和を訴える。
- 1997年はプロ改組25周年を迎え、フォーラム「21世紀の地方オーケストラ像を考える」や、記念パーティー「ファンの集い」など様々な事業を展開。RCC（中国放送）による広響のテレビ番組「ひろしまシンフォニー」もスタート。またフランスの「ノルマンディーの10月」音楽祭に出演。ベートーヴェンの交響曲第5番「運命」他を演奏。ルアーブル・プレス紙では「広響の素晴らしい演奏は平和と希望のメッセージを放った」と評され、広島のオーケストラとしてのヒューマニズムをフランスの人々に訴えることに成功。
- 1998年　細川俊夫に委嘱した新曲「記憶の海へ」～ヒロシマ・シンフォニー～を世界初演。3月、18年間在任したコンサートマスター小島秀夫が退団。4月、首席指揮者・ミュージックアドバイザーとして秋山和慶が就任し、「就任記念コンサート」を開催。
- 1999年　世界音楽祭「オーガスト・イン・ヒロシマ'99」の主催事業として「広島平和コンサート」を開催し、マーラーの交響曲第2番「復活」を演奏。
- 2000年　東京すみだトリフォニーホールが主催する「第3回地方都市オーケストラフェスティバル」に出演。また、第200回記念定期演奏会を迎え、秋山和慶指揮でレスピーギの「ローマ3部作」等を演奏。この公演はCDとしても発売された。
- 2002年　エストニアの作曲家トゥビンの交響曲第3番「英雄的」の日本初演を行う。
- 2003年　「地方都市オーケストラフェスティバル2003」へ出演。ロシア・サンクトペテルブルク建都300周年記念祭実行委員会の招きにより、フィルハーモニー大ホールで2公演を行い、絶賛を博した。この公演に際し、ユネスコより日本のオーケストラとしては初となる「文化対話賞(ユネスコメダル)」を受賞。
- 2004年　コンサートマスターに田野倉雅秋が就任。
- 2005年　「日韓友情年2005」の事業として韓国公演をソウル、プサン、テグで行い、その模様はラジオ・テレビで韓国全土に放送された。
- 2008年5月　首席客演指揮者にエヴァルド・ダネル（スロヴァキア室内管弦楽団 音楽監督 ）、ヘンリク・シェーファー （スウェーデン・ヴェルムランドオペラ首席指揮者）が就任。
- 2017年４月　下野竜也が音楽総監督に、またクリスティアン・アルミンクが首席客演指揮者に就任。
- 2024年4月よりクリスティアン・アルミンクが音楽監督に、また現音楽総監督の下野竜也が桂冠指揮者に就任。

## 活動
2001年文化庁による『アーツプラン21』の指定団体となる。現在は、広島市文化交流会館を拠点とする年10回の定期演奏会、呉・福山・廿日市・島根などでの定期演奏会をはじめ、学校コンサートや巡回コンサートなどの市民に密着したコンサートまで、年間約130回に及ぶ演奏活動を行っている。これまでに、「地域文化功労者賞（文部大臣表彰）」「広島市政功労者賞」「広島ホームテレビ文化賞」「第54回中国文化賞」「第17回県民文化奨励賞」「第５回国際交流奨励賞」「広島文化賞」を受賞。
2007年、同じく広島県を本拠地とする、広島東洋カープとサンフレッチェ広島との、文化1団体・スポーツ2団体のプロ3団体による地域活性化プロジェクト、「P3 HIROSHIMA」を立ち上げる。これに関連して2012年から広島電鉄でラッピング電車が運行されている。

## 演奏会
- 定期演奏会
  - 広島文化学園HBGホール（年10回）
- 「平和の夕べ」コンサート
  - 広島国際会議場フェニックスホール（年2回）
- ディスカバリー・シリーズ「黄昏の維納（ウィーン）」～シューベルト交響曲チクルス
  - アステールプラザ大ホール（年4回）
- 広響名曲コンサート
  - 広島国際会議場フェニックスホール（年3回）
- 地域定期演奏会（各都市で年1回）
  - 廿日市市　はつかいち文化ホール
  - 呉市　呉市文化ホール
  - 益田市　島根県芸術文化センター グラントワ
  - 福山市　ふくやま芸術文化ホール